# Microtus afghanus
Microtus afghanus este o specie de rozătoare din familia Cricetidae. Este găsită în Afganistan, Iran, Tadjikistan, Turkmenistan și Uzbekistan.

## Descriere
Culoarea sa variază de-a lungul arealului său, de la ocru-galben-pal la galben-cenușiu. Acestei specii este specific un set diploid de cromozomi (2n=58). Are o lungime a corpului de 110 mm iar a cozii de 30 mm. Talpa are 16–17 mm în lungime.

## Răspândire și habitat
Microtus afghanus este larg răspândită în semideșerturi, stepe și regiuni muntoase din sudul Turkmenistanului, Uzbekistan, nord-estul Iranului, Tadjikistan și centrul Afganistanului, unde a fost înregistrată la altitudini de 1.500 și 3.400 de metri. În cea mai mare parte a zonei sale de răspândire trăiește la altitudini de 500 până la 600 de metri deasupra nivelului mării dar ocazional la altitudini de până la 1.700 de metri.

## Biologie
În Turkmenistan, Microtus afghanus preferă terenuri uscate care nu sunt utilizate în agricultură, pajiști neregulate și stepe. Mănâncă preponderent părțile verzi ale plantelor, dar se hrănește și cu semințe, fructe, flori și rădăcini. Depozitează rezerve de până la 4,5 kg pentru a le utiliza în timpul iernii. Este o specie colonială și formează vizuini complexe. Acestea pot acoperi până la 180 de metri pătrați, numărul de găuri de acces variind de la 20 la 145 și numărul de indivizi de la patru la zece. Reproducerea are loc toamna, iarna și primăvara; are loc o pauză în timpul secetei din vară. Mărimea unui rând de pui este 1–2 sau 8–10 pui (potrivit unor autori diferiți).

## Stare de conservare
Arealul speciei Microtus afghanus este larg, se presupune că populația sa este mare și nu au fost identificate amenințări deosebite, așa că Uniunea Internațională pentru Conservarea Naturii a clasificat–o ca fiind o specie neamenințată cu dispariția. Nu se știe dacă populația este în creștere sau în scădere.